# Центральный исторический музей Кореи
Центра́льный истори́ческий музе́й Коре́и (кор. 조선중앙력사박물관?, 朝鮮中央歷史博物館?) — государственный музей в Пхеньяне, столице КНДР. Основан 1 декабря 1945 г. Расположен на углу площади Ким Ир Сена и набережной реки Тэдон в центре Пхеньяна. Участвует в контактах, обменах и сотрудничестве с международными организациями и зарубежными музеями, в том числе Всемирной организацией музеев. Выставки коллекций КЦИМ проводились в Государственном центральном музее в Сеуле.

## Экспозиция
Насчитывает девятнадцать залов. Экспонирует реликвии, материалы корейской истории и произведения искусства от первобытного общества до современной эпохи, многие из которых имеют статус «Национального сокровища КНДР».
Одними из самых древних экспонатов являются другие археологические находки памятника Комунмору в уезде Санвон г. Пхеньяна (1 млн лет), а также орудия палеолита и бронзового века.
Экспозиция древности и средних веков рассказывает о первом классовом государстве на территории Кореи — Древний Чосон, ранних государствах Пуё, Чингук, Когурё, Пэкче, Силла, Кая, Пархэ, первого объединенного государства Корё, династии Ли.
Кроме оригинальных реликвий, в экспозиции представлены макеты известных исторических памятников Кореи: дольмена в селе Одок, дворца Анак в Пхеньяне, гробницы с фресками в с. Токхын, башни Табо, статуя Будды Шакьямуни, Кенчжуская астрономическая обсерватория.
- Залы № 2 и № 3 — первобытнообщинный период.
- Залы № 4 и № 5 — древний Чосон, государства Пуе, Курё и Чингук.
- Залы № 6−9 — коллекции эпохи Когурё, 277 г. до н. э. — 668 г. н. э.
- Зал № 10 — коллекции раннефеодальных государств Пэкче, Силла и Кая.
- Зал № 11 — раннефеодальное государство Пальхэ, 698—926 гг.
- Залы № 12−14 — история первого объединенного государства Корё, 918—1392 гг.
- Залы № 15−17 — коллекции эпохи Ли — последнего в Корее феодального государства (1392 г. — начало XX века).
- Залы № 18 и № 19 — материалы о борьбе корейского народа против феодального гнёта и внешних агрессоров с середины XIX века до нашего времени.

### Некоторые экспонаты
- Костяная флейта ок. 2000 г. до н. э.
- Надгробная стела короля Квангэтхо с иероглифами (эпоха Когурё) — один из самых больших сохранившихся надгробных камней[3].
- Реконструкция Анакской гробницы № 3 (могила короля Когуквона) с фресками. Середина IV века н. э.
- Фрески гробницы в с. Токхын уезда Кансо (V век н. э.)[4].
- Макет обсерватории «Чхомсондэ» (эпоха Трёх Государств).
- Золотая и позолоченные статуэтки Будды эпохи Корё.
- Медный колокол храма Тэчжа 1192 г.
- Бронзовая статуя основателя династии Корё — Ван Гона, обнаруженная при раскопках в 1993 г.[5].
- Пороховые орудия эпохи Корё.
- Водяные часы, 1438 г.
- Макет бронированного «Корабля-черепахи» (XVI в.)[6]
- Корейские боевые знамёна XIX в.
- Трофейная пушка американского корабля «Генерал Шерман», потопленного в 1866 г.